# Nucleoside-analoge reversetranscriptaseremmers
Nucleoside analoge reverse-transcriptaseremmers zijn geneesmiddelen die de vermenigvuldiging van het hiv remmen. Deze remmers verhinderen dat nieuwe virusdeeltjes de celkern verlaten.

## Mechanisme
De nucleoside analoge reverse-transcriptaseremmers remmen het enzym reverse-transcriptase dat het erfelijk materiaal van hiv ombouwt. De remmer wordt eerst gefosforyleerd en daarna ingevoegd in de nieuwe dubbelstrengse DNA die gesynthetiseerd wordt door hiv reverse-transcriptase. Tijdens de replicatie van het hiv-DNA vindt er een competitie plaats tussen de gefosforyleerde reverse-transcriptaseremmers en de natuurlijke nucleotiden. Reverse-transcriptaseremmers hebben geen 3'-hydroxylgroepen (3'-OH) waardoor de verdere polymerisatie van het hiv DNA wordt geblokkeerd. 

## Effect op mtDNA
Replicatie van mitochondriaal DNA (mtDNA) wordt door het enzym DNA-polymerase-g gereguleerd. Tijdens DNA-replicatie voegt dit enzym nucleotiden toe aan de 3'-hydroxylzijde (3'-OH). Nucleoside analoge reverse-transcriptaseremmers remmen de werking van DNA-polymerase-g. Dit leidt tot mitochondriale disfunctie in het aangetaste weefsel met hoge niveaus van melkzuur (lactaatacidose) en reactieve zuurstofsoorten (ROS) als gevolg. 

## Enkele reverse-transcriptaseremmers
- Abacavir (ABC)
- Didanosine (ddI)
- Emtricitabine (FTC)
- Lamivudine (3TC)
- Stavudine (d4T)
- Tenofovir disoproxil (TDF)
- Tenofovir alafenamide (TAF)
- Zalcitabine (ddC)
- Zidovudine (AZT)
- Apricitabine (ATC)

## Andere klassen van hiv-remmers
- - niet-nucleoside analoge reverse-transcriptaseremmers
  - proteaseremmers
  - fusieremmers